# 24981 Shigekimurakami
24981 Shigekimurakami (1998 KB5) là một tiểu hành tinh vành đai chính được phát hiện ngày 22 tháng 5 năm 1998 bởi A. Nakamura ở Kuma Kogen.